# Svante Björkum
Svante Björkum, född 20 augusti 1949, är en svensk författare och fotograf.
Björkum gav ut sin första bok, Stockholm - en resa i tiden. Den åtföljdes av kulturprojektet Tidsmaskinen som han genomförde inom kulturhuvudstadsåret 1998. Tidsmaskinen var en liten byggnad mitt i Kungsträdgården, där han visade ett bildspel om staden och dess förändring. Bildspelet bestod av jämförande bilder med hundra års intervall. Genom att bilderna långsamt tonades över i varandra till tidstypisk positivmusik, stumfilmspiano och atmosfärljud ville Björkum att betraktaren skulle ges en känsla av att färdas i tiden. Bildspelet sågs av över 100 000 personer . Projektet vann senare även första pris för separatutställning i Biennalen i Krasnojarsk i Ryssland.